# Тарасенков, Анатолий Кузьмич
Анатолий Кузьмич Тарасенков (13 [26] марта 1909, Москва — 14 февраля 1956, Москва) — советский литературовед, поэт и редактор, литературный критик, библиофил, собравший большую коллекцию русской поэзии первой половины XX века.

## Биография
Начал печататься в 1925 году, в 1930 году окончил литературный факультет 1-го МГУ. В 1932—1941 годах был заведующим отделом критики и ответственным секретарём журнала «Знамя», в 1944—1947 годах там же заместителем главного редактора. Был близко знаком с Мариной Цветаевой и её сыном Георгием.
В годы Великой Отечественной войны работал военным журналистом. В августе 1941 года транспортное судно, на котором он эвакуировался из Таллина, погибло, но Тарасенкову удалось выплыть, и его подобрал буксир. С сентября 1941 года — военный корреспондент газеты «Красный Балтийский флот», находился в блокадном Ленинграде, с мая 1942 года был редактором газеты Ладожской военной флотилии в штабе, расположенном в Новой Ладоге. В январе 1944 избран заместителем ответственного секретаря Всеславянского комитета, одновременно назначен ответственным секретарём журнала «Славяне». Награждён медалью «За оборону Ленинграда»
В 1950—1953 годах — заместитель главного редактора журнала «Новый мир» А. Т. Твардовского. Автор многих литературоведческих работ, главным образом о советских писателях и поэтах 1930—1950-х годов. В статье «О национальных традициях и буржуазном космополитизме», опубликованной в журнале «Знамя» в 1950 году, подверг резкой критике творчество Александра Грина, что, вместе со статьями В. М. Важдаева, осложнило борьбу вдовы Грина Нины Николаевны за открытие музея Грина.
Тарасенкова связывали долгие и сложные отношения с Борисом Пастернаком: критик любил и рассматривал в своих статьях стихи Пастернака, дорожил дружбой с ним, но дважды, по сути, печатно отрекался от него. Взаимоотношениям Тарасенкова и Пастернака, а также судьбе Тарасенкова и его роли в советском литературном процессе середины XX века посвящена книга Натальи Громовой «Распад: Судьба советского критика в 40—50-е годы».
В 1955—1956 годах работал над подготовкой первого в СССР сборника стихов М. И. Цветаевой (вышедшего в 1961 году), подготовил к публикации первую в годы «оттепели» подборку её стихов («День поэзии», 1956).
Скончался 14 февраля 1956 года в санатории Узкое под Москвой, в день открытия XX съезда КПСС. Урна с прахом захоронена в колумбарии Новодевичьего кладбища (старая территория).
Советский критик А. М. Турков, которого А. К. Тарасенков пригласил возглавить отдел критики «Нового мира», даёт ему следующую характеристику:

…заместитель главного редактора Анатолий Кузьмич Тарасенков, ныне почти забытый критик, в начале 30-х годов горячо поддерживавший и защищавший безвестного смоленского поэта Твардовского, объявленного «классовым врагом», сам не раз жестоко битый (например, за любовь к стихам Пастернака), увольнявшийся и из «Советского писателя» (за… переиздание романов Ильфа и Петрова!), и из «Знамени». Через несколько дней после нашей встречи он подал заявление «по собственному желанию» об уходе и из «Нового мира» — в надежде ослабить возраставшее давление на редакцию.

Н. Я. Мандельштам приводит иную оценку личности Анатолия Тарасенкова, цитируя высказывания о нём Осипа Мандельштама:

«…О. М. называл Тарасенкова «падшим ангелом». Это был хорошенький юнец, жадный читатель стихов, с ходу взявшийся исполнять «социальный заказ» на уничтожение поэзии и тщательно коллекционировавший в рукописях все стихи, печатанью которых он так энергично препятствовал…».— Мандельштам Н. Я. Воспоминания.

## Семья
Первая жена — Клара Арнольдовна Вакс (1910—2001), сестра драматурга Бориса Вакса, впоследствии жена композитора Тихона Хренникова.
Вторая жена — писательница Мария Иосифовна Белкина (1912—2008); сын — писатель и журналист Дмитрий Тарасенков.

## Коллекция русской поэзии
Крупнейший советский библиофил, А. К. Тарасенков собрал огромную коллекцию отдельных изданий стихотворений русских поэтов первой половины XX в. (многие из них — с автографами). Коллекция включала около 10 тыс. единиц. В 1973 году основная часть коллекции (7250 экз.) А. К. Тарасенкова была приобретена Библиотекой им. В. И. Ленина.
Материалы этого собрания легли в основу библиографического труда А. К. Тарасенкова «Русские поэты XX века», который вышел уже после его смерти, в 1966 году, причем с цензурными искажениями. Впоследствии вдова А. К. Тарасенкова Мария Белкина предложила сотруднику Государственного литературного музея Л. М. Турчинскому стать редактором переиздания справочника; в результате объём издания увеличился почти вдвое, в структуру книги были внесены изменения. Новое издание книги вышло в 2004 году.

## Основные труды
- (составитель) Стихи о Красной Армии. — М.: Правда, 1941. — 98 с.
- Балтийская слава: Сборник стихов. — М.; Л.: Военмориздат, 1941. — 20 с.
- Балтийцы. Стихи. — М.: Советский писатель, 1942. — 28 с.
- Идеи и образы советской литературы. — М.: Советский писатель, 1949. — 280 с.
- Микола Бажан. Критико-биографический очерк. — М.: Советский писатель, 1950. — 76 с.
- О советской литературе. Сборник статей. — М.: Советский писатель, 1952. — 332 с.
- О поэзии М. В. Исаковского. — М.: Знание, 1954. — 39 с.
- Сила утверждения. Сборник статей о советской литературе. — М.: Советский писатель, 1955. — 420 с.
- Поэты. — М.: Советский писатель, 1956. — 395 с.
- Статьи о литературе. В 2-х томах. — М.: Гослитиздат, 1958.
- Русские поэты XX века. 1900—1955. Библиография. — М.: Советский писатель. 1966. — 486 с. (Электронное издание справочника)
- Автографы советских поэтов из коллекции А. К. Тарасенкова: Каталог / Сост. Е. И. Яцунок и др. — М., 1981. — 79 с.
- Русские поэты XX века. 1900—1955. Материалы для библиографии / Сост. А. К. Тарасенков, Л. М. Турчинский. — М.: Языки славянской культуры, 2004. — 896 с. ISBN 5-94457-175-6

## Архив
Фонд Анатолия Кузьмича Тарасенкова хранится в Российском государственном архиве литературы и искусства под номером 2587. Всего в фонде собрана 1081 единица хранения за 1920–1970-е годы. В фонде собраны многочисленные рукописи А. К. Тарасенкова, статьи, очерки, доклады, выступления. Записи бесед А. К. Тарасенкова с участниками Великой Отечественной войны, письма, личные документы, фото, документы, связанные с профессиональной деятельностью.